# Рогожина, Елена Геннадьевна
Елена Геннадьевна Рогожина (род. 23 августа 1981) — российская манекенщица, победительница национального конкурса красоты Мисс Россия 1997 и международного конкурса красоты Мисс Европа 1999.

## Биография
Елена родилась 23 августа 1981 года в Самаре. Её родители развелись, мать Татьяна, акушер — гинеколог, позднее вышла замуж за бортинженера гражданской авиации Андрея, у них родился сын Олег. Получила среднее образование в школе-гимназии № 3 с гуманитарно-языковой специализацией. Владеет английским и французским языками.

## Карьера
Весной 1997 года пятнадцатилетняя Елена становится победительницей городского конкурса красоты «Самарская Красавица-97», организованный самарским театральным режиссером Михаилом Ключаревым. Спустя полгода побеждает на региональном уровне на отборочном конкурсе в рамках Мисс Россия.
Конкурс Мисс Россия проходил на родине Рогожиной в Самаре и начался 2 января 1998 года в Новокуйбышевске, Самарская область. 13 января 1998 года Елена Рогожина одержала победу и получила титул Мисс Россия 1997. После победы в конкурсе была приглашена на эпизодическую роль в музыкальном кинофильме «Бременские музыканты & Co», со съёмок которого уехала на конкурс «Мисс Европа» и одержала победу в нем. После этого вернулась доигрывать роль фрейлины..
25 июня 1999 года в столице Ливана, Бейруте побеждает на старейшем международном конкурсе красоты Мисс Европа. После истечения контракта с Мисс Европа Елена отправилась в Лос-Анджелес, где располагалось агентство моделей «LA Models». Там Рогожина задержалась на полтора года, затем переехала в Европу, была занята по модельной деятельности во Франции, Италии, Германии, Великобритании.

## Личная жизнь
Муж — Денис Ершов, бизнесмен, умер в 2017 году. В 2007 году родила дочь Василису. Проживает в Болгарии и Самаре. увлекается классикой живописи, литературой, музыкой. Владела салоном красоты и бутиком модной одежды на черноморском побережье Болгарии. В 2018 году родила сына Артура.